# Том-де-Савуа
Том-де-Савуа́ (фр. Tomme de Savoie) — неварёный прессованный французский сыр из коровьего молока.

## История
Сыр известен с XIII века. Его производят в Савойе и Верхней Савойе.

## Изготовление
Сыр производится круглый год и он имеет разные свойства, в зависимости от того, чем питаются коровы — сеном зимой или травой летом. Для удаления влаги сыр слегка прессуют, благодаря чему он становится твёрдым и упругим, а также может дольше храниться. Сыр созревает в подвале в течение 10 недель.

## Описание
Головка сыра, покрытая толстой серо-коричневой корочкой, имеет форму цилиндра диаметром 18-30 см, высотой 5-8 см и весом 1,5-3 кг. Корочка несъедобна, имеет пятна натуральной плесени жёлтого и красного цвета. Том-де-Савуа отличается низкой жирностью — 20-45 %. Мякоть нежная, упругая и слегка солоноватая и имеет небольшие «глазки». Сыр имеет слегка «сырой» запах и вкус с фруктовыми и травяными тонами.
Том-де-Савуа подают вместе с колбасами, фруктами и хлебом. Лучше всего он сочетается с савойскими винами или винами Côtes de Beaune.